# Nördliche Schwertnase

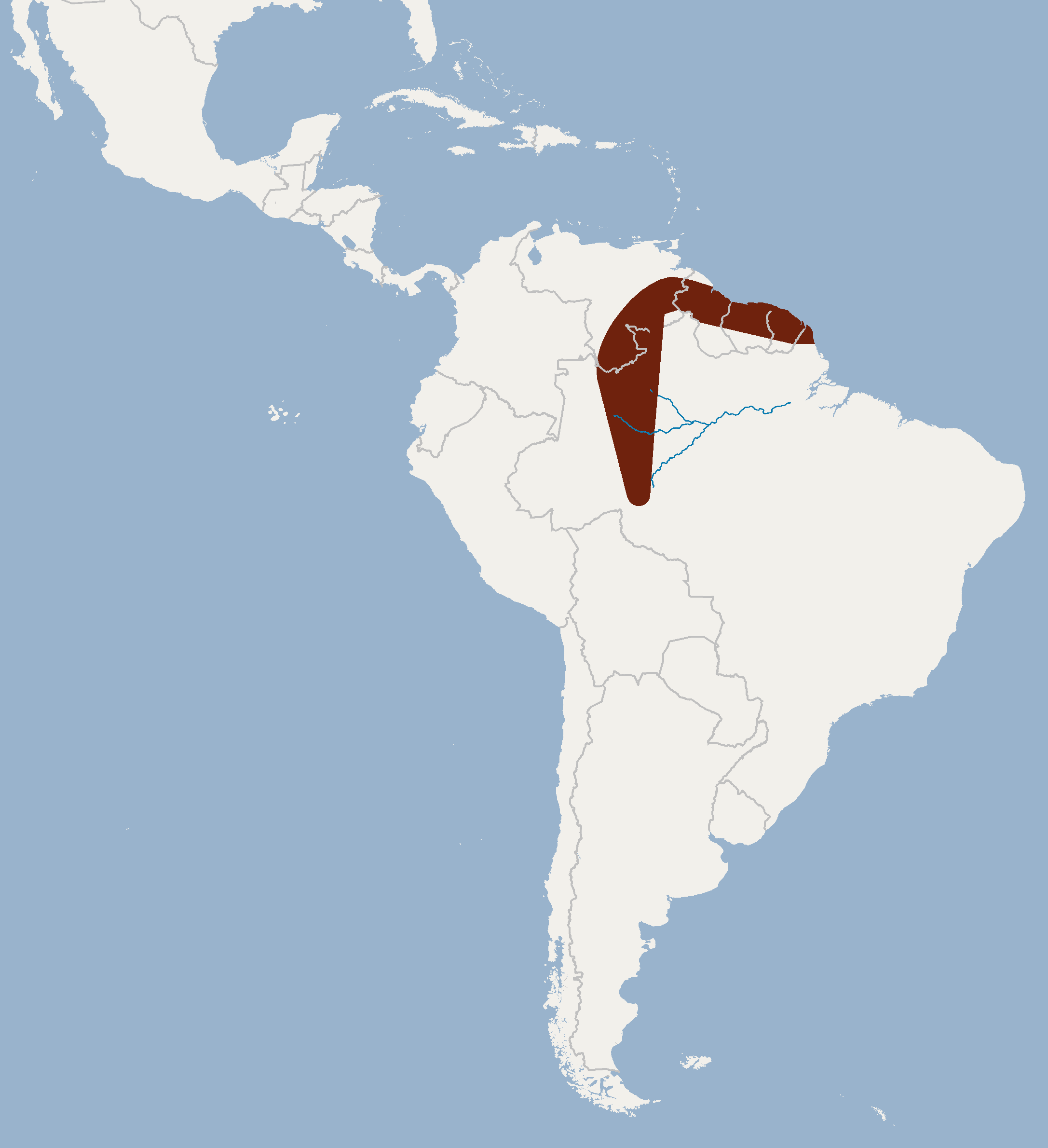
Nördliche und westliche Bereiche des Verbreitungsgebiets

Die Nördliche Schwertnase (Lonchorhina inusitata) ist ein im nördlichen Südamerika verbreitetes Fledertier in der Familie der Blattnasen. Früher wurden einige Exemplare anderen Gattungsvertretern zugeordnet. Das Typusexemplar stammt aus dem Bundesstaat Amazonas in Venezuela.

## Merkmale
Die Art ist verglichen mit anderen Schwertnasen groß und erreicht eine Kopf-Rumpf-Länge von 57 bis 75 mm, eine Schwanzlänge von 54 bis 67 mm sowie ein Gewicht von 14 bis 19 g. Die Unterarme sind 52 bis 57 mm lang, die Länge der Hinterfüße erreicht 14 bis 18 mm und die Ohren sind 30 bis 37 mm lang. Die Länge des schwertförmigen Aufsatzes auf dem Nasenblatt ist mit etwa 27 mm auffällig groß. Oberseits ist dunkelbraunes Fell vorhanden, das zur Unterseite etwas heller wird. Weitere Kennzeichen sind Haare an den Armen, an der Unterseite der Flügel in Körpernähe sowie an den Vorderkanten der Ohren.

## Verbreitung und Lebensweise
Die Nördliche Schwertnase ist im Westen Venezuelas, im Amazonasgebiet in Brasilien sowie in der Region Guyanas verbreitet. Sie lebt im Flachland bis 400 Meter Höhe und hält sich in tropischen Regenwäldern und anderen feuchten Wäldern auf.
Die Exemplare ruhen in Höhlen und Felsspalten. Sie bilden im Versteck Kolonien mit bis zu 300 Mitgliedern und teilen den Ruheplatz mit Eigentlichen Lanzennasen, der Brillenblattnase oder der Kleinen Hundskopffledermaus. Diese Fledermaus jagt Nachtfalter, Mücken und Spinnentiere. Sie fliegt oft dicht über Gewässern oder Sümpfen. Untersuchte Weibchen zeigten zwischen Februar und April keine Anzeichen von Fortpflanzung. Trächtige Weibchen sind aus dem Mai und Weibchen mit aktiven Milchdrüsen aus dem Oktober und November bekannt.

## Gefährdung
Vermutlich wirken sich Landschaftsveränderungen negativ aus. Zur Populationsgröße liegen keine Informationen vor. Die IUCN listet die Art mit ungenügende Datenlage (data deficient).